# 필립 라킨

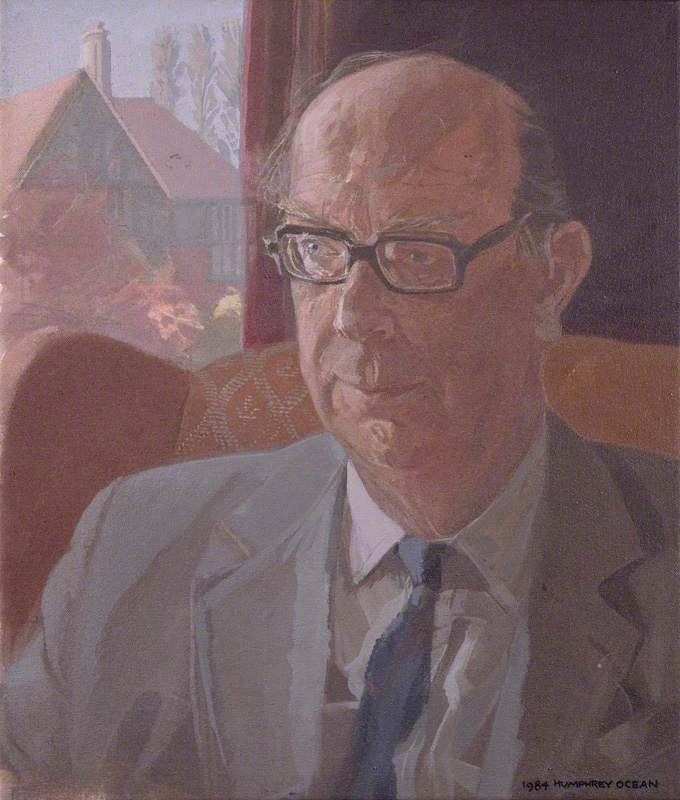

필립 아서 라킨 CH CBE FRSL (Philip Arthur Larkin, 1922년 8월 9일 ~ 1985년 12월 2일)은 영국의 시인, 소설가, 사서이다.
라킨은 1943 년 옥스퍼드 대학교에서 영문학 및 영문학을 전공으로 졸업한 후 사서가 되었다. 30년 동안 그는 헐 대학 브린모어 존스 도서관에서 대학 사서로 훌륭하게 일하면서 출판된 작품의 대부분을 제작했다.  W. H. 오든, W. B. 에이츠, 토머스 하디의 영향을 받은 그의 시는 고도로 구조화되었지만 유연한 운문 형식이다.
라킨의 공적 페르소나는 명성을 싫어하고 공적 문학 생활의 가식을 참지 못하는 고독한 영국인의 페르소나였다.